# Décembre 1943 (guerre mondiale)
Chronologie de la Seconde Guerre mondiale
Novembre 1943 - Décembre 1943 -  Janvier 1944
- Bataille d'Ortona en Italie.
- Abandon du projet Habakkuk par les Britanniques (porte-avions géant en pyrkète)
- 2 décembre : assassinat de Maurice Sarraut par la Milice devant sa résidence près de Toulouse.
- 3 décembre : début des combats dans le secteur du mont Cassin en Italie.
- 4 décembre : entrevue Pétain-Abetz.
- 7 décembre : départ du 64e convoi[1] de déportation des Juifs de France, du camp de Drancy vers Auschwitz : 1 000 déportés, 42 survivants en 1945.
- 10 décembre : prise de San Pietro (Italie) ; c'est le premier engagement des troupes françaises en Italie.
- 11 décembre : pacte entre Beneš et Staline sur l’amitié et la collaboration entre la Tchécoslovaquie et l’URSS.
- 12 décembre :
  - dans son discours de Constantine (Algérie), de Gaulle promet aux musulmans la citoyenneté française ;
  - Edvard Beneš signe avec l’URSS un traité d’assistance mutuelle et de coopération. Cet accord prévoit l’incorporation volontaire de la Tchécoslovaquie dans la sphère soviétique, la socialisation des moyens de production et l’élimination des ennemis de l’Union soviétique.
- 17 décembre : départ du 63e convoi[2] de déportation des Juifs de France, du camp de Drancy vers Auschwitz : 1 000 déportés, 42 survivants en 1945.
- 18 décembre : Pétain accepte toutes les conditions des Allemands.
- 19 décembre : déclaration de Chivasso par les résistants des vallées alpines.
- 20 décembre : le convoi de l'Arctique JW 55B part de Liverpool.

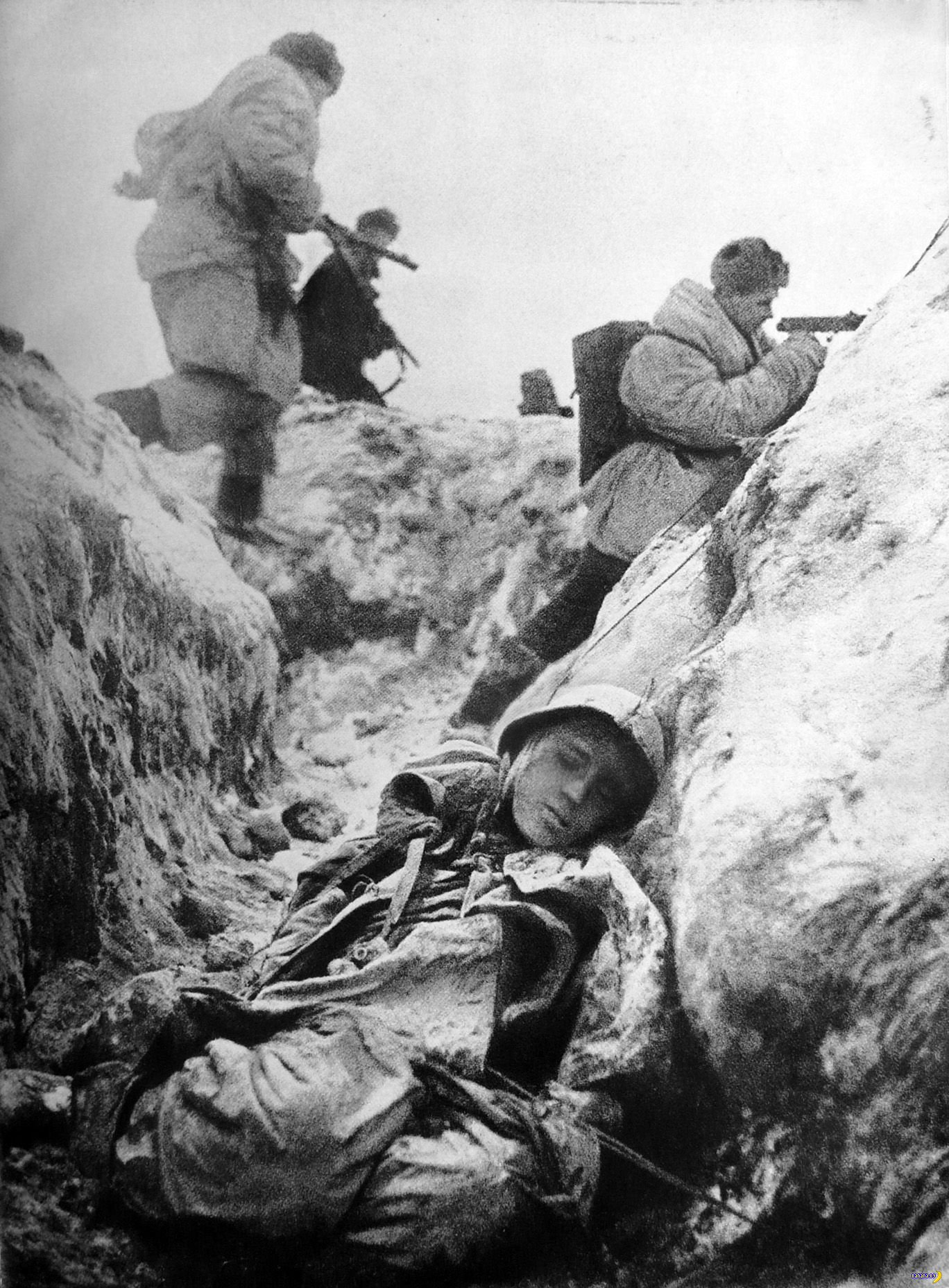
Assaut soviétique sur le front de Léningrad, le 21 décembre 1943.

- 24 décembre : le général Eisenhower est nommé par le président Roosevelt commandant en chef des forces alliées qui débarqueront en Normandie.
- 26 décembre :
  - Le convoi JW 55B est intercepté par une escadre la Kriegsmarine. C'est la bataille du cap Nord
  - Le croiseur de bataille allemand Scharnhorst est coulé.
- 29 décembre : création des Forces françaises de l'intérieur (FFI).
- 31 décembre :
  - à Varsovie, les communistes créent un embryon de parlement, le KRN présidé par Bolesław Bierut, qui vise à se substituer au gouvernement polonais en exil, et qui est composé de représentants du Parti communiste et de quelques autres organisations de gauche;
  - Laval fait entrer au gouvernement des collaborateurs partisans d'un alignement renforcé sur la politique du Reich (Brinon, Henriot, Darnand, Gabolde).